# Piotr Schmidt

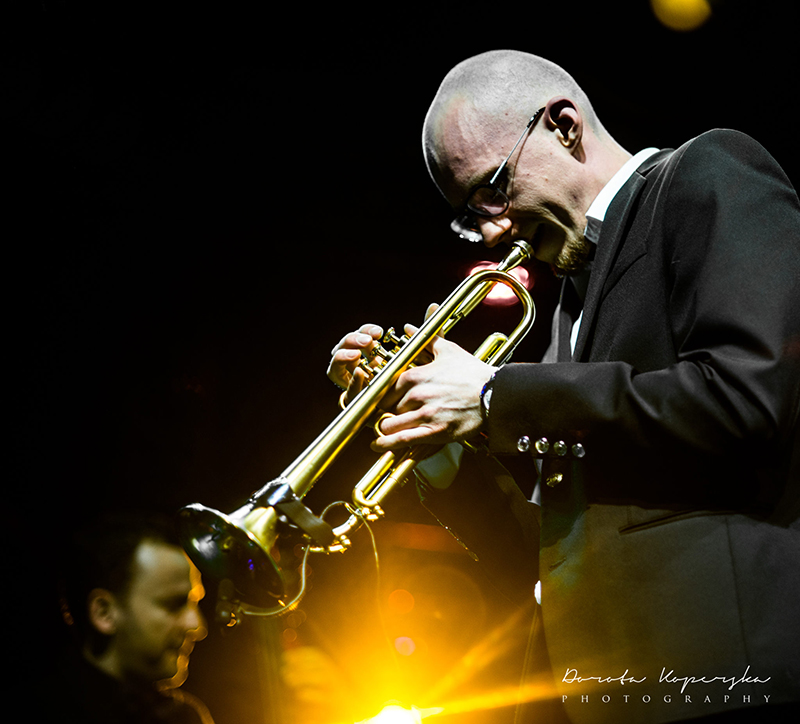
Piotr Schmidt (2019)

Piotr Schmidt (* 24. Juni 1985) ist ein polnischer Jazzmusiker (Trompete, Komposition).

## Leben und Wirken
Schmidt studierte Trompete bei Piotr Wojtasik am Jazz-Institut der Musikakademie Katowice, wo er sich 2016 promovierte. 2006 erhielt er ein Stipendium der University of Louisville in Kentucky.
Schmidt hat bisher elf Alben unter eigenem Namen veröffentlicht, darunter vier mit dem Wierba & Schmidt Quintet, das er mit dem Pianisten Michał Wierba leitet, und drei mit Schmidt Electric. Im Duo mit dem Pianisten Wojciech Niedziela entstand das Album Dark Morning (2017). Er hat mit Musikern wie Walter Smith III, Ernesto Simpson, Alex Hutchings, Benjamin Drazen, Grzegorz Nagórski, Wojciech Karolak, Wojciech Myrczek, Wojciech Niedziela, Jacek Niedziela-Meira, Paweł Kaczmarczyk, Paweł Tomaszewski, Apostolis Anthimos, Marek Napiórkowski, Dominik Wania, Kazimierz Jonkisz, Michał Barański und Wiesław Pieregorólka zusammengearbeitet. Mit Jacek Namysłowski, Tomasz Wendt, Gabriel Niedziela, Francesco Angiuli und Arek Skolik bildete er das Sextett Generation Next. Schmidt ist auch auf Alben von Karolina Glazer, Ida Zalewska, Andrzej Przybielski, Mariusz Bogdanowicz, Wojciech Ciuraj und Inga Lewandowska zu hören. Er begleitete auch Krystyna Prońko, Ewa Bem, Kuba Badach, Ten Typ Mes und Miuosh. 2011 gründete er sein eigenes Label SJ Records.
Zurzeit unterrichtet er als Assistenzprofessor Jazzgeschichte und Trompete an der Musikakademie in Kattowitz und der Fachhochschule in Nysa.

## Preise und Auszeichnungen
Schmidt wurde mit einem Preis des Ministeriums für Kultur und Nationales Erbe (2013) ausgezeichnet; außerdem gewann er mehrere renommierte Jazz-Wettbewerbe und erhielt unter anderem sowohl Team- als auch Einzelpreise bei verschiedenen polnischen Wettbewerben, unter anderem 2010 den Grand Prix beim III Novum Jazz Festival in Łomża, und im selben Jahr den Preis für den besten Solisten auf dem spanischen Getxo Jazz Festival. Seit 2011 war er in der Umfrage der Zeitschrift Jazz Forum stets auf den Spitzenplätzen der besten Jazztrompeter.

## Diskographische Hinweise
- Wierba & Schmidt Quintet: Maya (Jazz Forum, 2009)
- Wierba & Schmidt Quintet feat. Dante Luciani: Black Monolith (SJ Records, 2011)
- Wierba & Schmidt Quintet feat. Piotr Baron: The Mole People (SJ Records, 2012)[2]
- Piotr Schmidt Electric Group: Silver Protect (SJ Records)[3]
- Schmidt Electric: Tear the Roof off (SJ Records, 2015, mit Tomasz Bura, Michał Kapczuk, Sebastian Kuchczyński)[4]
- Schmidt Quartet: Saxesful (SJ Records 2018, mit Wojciech Niedziela, Maciej Garbowski, Krzysztof Gradziuk sowie Henryk Miśkiewicz, Jan Ptaszyn Wróblewski, Adam Wendt, Zbigniew Namysłowski, Pjotr Baron, Maciej Sikała, Grzech Piotrowski)
- Schmidt Quartet feat. Wojciech Niedziela: Tribut to Tomasz Stańko (SJ Records 2018, mit Maciej Garbowski, Krzysztof Gradziuk)[5]
- Dark Forecast (O-Tone Music 2021, mit Wojciech Niedziela, Maciej Garbowski, Krzysztof Gradziuk sowie Matthew Stevens und Walter Smith III)[6]
- Piotr Schmidt International Sextet: Komeda Unknown 1967 (SJRecords 2022, mit Kęstutis Vaiginis, David Dorůžka, Paweł Tomaszewski, Michał Barański, Sebastian Kuchczyński sowie Harish Raghavan, Jonathan Barber)[7]